# Gasteracantha lepelletieri
Gasteracantha lepelletieri là một loài nhện trong họ Araneidae.
Loài này thuộc chi Gasteracantha. Gasteracantha lepelletieri được Félix Édouard Guérin-Méneville miêu tả năm 1825.